# باسق (الطيال)

تعديل مصدري - تعديل

باسق هي إحدى قرى عزلة جبل اللوز بمديرية الطيال التابعة لمحافظة صنعاء، بلغ تعداد سكانها 854 نسمة حسب تعداد اليمن لعام 2004.